# Pineus boycei
Pineus boycei är en insektsart som beskrevs av Annand 1928. Pineus boycei ingår i släktet Pineus och familjen barrlöss. Inga underarter finns listade i Catalogue of Life.